# Aulacus minutus
Aulacus minutus är en stekelart som beskrevs av Crosskey 1953. Aulacus minutus ingår i släktet Aulacus och familjen vedlarvsteklar. Inga underarter finns listade.